# Serge Marsolan
Pas d'image ? Cliquez ici

a Compétitions nationales et continentales officielles uniquement.

b Matchs officiels uniquement.
Serge Marsolan, né le 22 avril 1945 à Samatan dans le Gers, est un joueur de rugby à XIII international français après avoir débuté au rugby à XV.

## Biographie
Il pratique le rugby à XV à Lombez à partir de douze ans puis au club né de la fusion des clubs de Lombez et Samatan. Il rejoint ensuite à dix-neuf ans Auch pour quatre saisons entre 1965 et 1968 avant de changer de code pour le rugby à XIII à la suite d'un désaccord avec le club d'Auch. 
Son arrivée dans le XIII à Saint-Gaudens s'effectue avec succès puisqu'il constitue avec Michel Molinier l'une des paires d’ailiers les plus performantes de l'époque. Les deux compères sont régulièrement appelés en équipe de France. Marsolan participe notamment aux coupes du monde 1970 et 1972. À Saint-Gaudens, il prend part à cinq finales du championnat de France en 1969, 1970 (remporté), 1971, 1973 et 1974 (remporté), et y remporte également la coupe de France en 1972.

## Palmarès
- Collectif :
  - Vainqueur du Championnat de France : 1970 et 1974 (Saint-Gaudens).
  - Vainqueur de la Coupe de France : 1973 (Saint-Gaudens).
  - Finaliste du Championnat de France : 1969, 1971 et 1972 (Saint-Gaudens).

### Détails en sélection
| 1.  | 30 novembre 1968  | Grande-Bretagne  | 10-34 | Test-match     | Ailier | - | - | - | - |
| 2.  | 2 février 1969    | Grande-Bretagne  | 13-9  | Test-match     | Ailier | - | - | - | - |
| 3.  | 9 mars 1969       | Pays de Galles   | 17-13 | Test-match     | Ailier | 3 | 1 | - | - |
| 4.  | 23 octobre 1969   | Pays de Galles   | 8-2   | Coupe d'Europe | Ailier | - | - | - | - |
| 5.  | 25 octobre 1969   | Angleterre       | 11-11 | Coupe d'Europe | Ailier | - | - | - | - |
| 6.  | 25 janvier 1970   | Pays de Galles   | 11-15 | Coupe d'Europe | Ailier | - | - | - | - |
| 7.  | 15 mars 1970      | Angleterre       | 14-9  | Coupe d'Europe | Ailier | - | - | - | - |
| 8.  | 25 octobre 1970   | Nouvelle-Zélande | 15-16 | Coupe du monde | Ailier | 6 | 2 | - | - |
| 9.  | 28 octobre 1970   | Grande-Bretagne  | 0-6   | Coupe du monde | Ailier | - | - | - | - |
| 10. | 1er novembre 1970 | Australie        | 17-15 | Coupe du monde | Ailier | 6 | 2 | - | - |
| 11. | 12 novembre 1970  | Australie        | 4-7   | Test-match     | Ailier | - | - | - | - |
| 12. | 15 novembre 1970  | Nouvelle-Zélande | 16-2  | Test-match     | Ailier | 3 | 1 | - | - |
| 13. | 7 février 1971    | Grande-Bretagne  | 16-8  | Test-match     | Ailier | 3 | 1 | - | - |
| 14. | 17 mars 1971      | Grande-Bretagne  | 2-24  | Test-match     | Ailier | - | - | - | - |
| 15. | 11 novembre 1971  | Nouvelle-Zélande | 11-27 | Test-match     | Ailier | 3 | 1 | - | - |
| 16. | 21 novembre 1971  | Nouvelle-Zélande | 2-24  | Test-match     | Ailier | - | - | - | - |
| 17. | 28 novembre 1971  | Nouvelle-Zélande | 3-3   | Test-match     | Ailier | - | - | - | - |
| 18. | 12 mars 1972      | Grande-Bretagne  | 10-45 | Test-match     | Ailier | 3 | 1 | - | - |
| 19. | 28 octobre 1972   | Nouvelle-Zélande | 20-9  | Coupe du monde | Ailier | - | - | - | - |
| 20. | 1er novembre 1972 | Grande-Bretagne  | 4-13  | Coupe du monde | Ailier | - | - | - | - |
| 21. | 5 novembre 1972   | Australie        | 9-31  | Coupe du monde | Ailier | - | - | - | - |
| 22. | 9 décembre 1973   | Australie        | 9-21  | Test-match     | Ailier | - | - | - | - |
| 23. | 16 décembre 1973  | Australie        | 3-14  | Test-match     | Ailier | - | - | - | - |
| 24. | 20 janvier 1974   | Grande-Bretagne  | 5-24  | Test-match     | Ailier | - | - | - | - |

### Détails en club
| Saison    | Saison           | Championnat           | Championnat | Coupe           | Coupe      | Sélection | Sélection | Sélection | Sélection | Sélection | Sélection | Sélection |
| Saison    | Saison           | Comp.                 | Class.      | Comp.           | Class.     | Comp.     | M         | Pts       | Ess.      | Buts      | Dp.       |           |
| --------- | ---------------- | --------------------- | ----------- | --------------- | ---------- | --------- | --------- | --------- | --------- | --------- | --------- | --------- |
| 1968-1969 | RC Saint-Gaudens | Championnat de France | Finaliste   | Coupe de France | 1/8 finale |           | 3         | 3         | 1         | -         | -         |           |
| 1969-1970 | RC Saint-Gaudens | Championnat de France | Champion    | Coupe de France | 1/8 finale | CE        | 4         | -         | -         | -         | -         |           |
| 1970-1971 | RC Saint-Gaudens | Championnat de France | Finaliste   | Coupe de France | 1/4 finale | CM        | 7         | 18        | 6         | -         | -         |           |
| 1971-1972 | RC Saint-Gaudens | Championnat de France | Finaliste   | Coupe de France | 1/4 finale |           | 4         | 6         | 2         | -         | -         |           |
| 1972-1973 | RC Saint-Gaudens | Championnat de France | Barrage     | Coupe de France | Vainqueur  | CM        | 3         | -         | -         | -         | -         |           |
| 1973-1974 | RC Saint-Gaudens | Championnat de France | Champion    | Coupe de France | 1/4 finale |           | 3         | -         | -         | -         | -         |           |
| 1974-1975 | RC Saint-Gaudens | Championnat de France | 1/4 finale  | Coupe de France | 1/2 finale |           |           |           |           |           |           |           |
| 1975-1976 | RC Saint-Gaudens | Championnat de France | 13e         | Coupe de France | 1/8 finale |           |           |           |           |           |           |           |
| 1976-1977 | RC Saint-Gaudens | Championnat de France | 17e         | Coupe de France | 1/8 finale |           |           |           |           |           |           |           |